# Soyouz TM-5
Soyouz TM-5 est un vol avec équipage du vaisseau spatial Soyouz-TM soviétique Soyouz, lancé le 7 juin 1988.

## Équipage
Décollage :
- Anatoli Soloviov (1)
- Viktor Savinykh (3)
- Aleksandr Panaïotov Aleksandrov (1) de Bulgarie

Atterrissage :
- Vladimir Liakhov (3)
- Abdul Ahad Mohmand (1) d'Afghanistan

## Paramètres de la mission
- Masse   : 7000 kg
- Périgée : 173 km
- Apogée  : 241 km
- Inclinaison : 51.6°
- Période : 88.6 minutes

## Points importants
Mission Mir EP-2, 5e expédition vers Mir.